# San Piero a Ponti
San Piero a Ponti is een plaats (frazione) in de Italiaanse gemeente Campi Bisenzio in de metropolitane stad Florence.